# Râul Ponicova, Dunăre
Râul Ponicova este un curs de apă, afluent al Dunării. 